# 全纯向量丛
数学上，全纯向量丛是指一个在复流形X上的复向量丛，其全空间E为一复流形，丛投影{\displaystyle \pi :E\to X}是全纯的。重要的全纯向量丛包括复流形上的全纯切丛，以及其对偶全纯余切丛。一阶全纯向量丛也称作全纯线丛。
全纯向量丛的平凡化映射
{\displaystyle \phi _{U}\colon \pi ^{-1}(U)\to U\times \mathbb {C} ^{k}}
为双全纯映射。即等价于转换函数
{\displaystyle t_{UV}\colon U\cap V\to \mathrm {GL} _{k}\mathbb {C} }
为全纯映射。